# Barbados na Letnich Igrzyskach Olimpijskich Młodzieży 2010
Barbados na Letnich Igrzyskach Olimpijskich Młodzieży 2010 w Singapurze reprezentowało 9 sportowców w 4 dyscyplinach.

## Skład kadry

### Jeździectwo
- Kelsey Bayley – 21. miejsce
- Kadijah Maxwell – 7. miejsce

### Lekkoatletyka
Chłopcy:
- Shaquille Alleyne – bieg na 400 m – 10. miejsce w finale
- Anthonio Mascoll – bieg na 1000 m – 10. miejsce w finale
- Teamaine Maloney – bieg na 400 m przez płotki – 8. miejsce w finale

Dziewczęta:
- Shavonne Husbands – bieg na 200 m – 9. miejsce w finale
- Sade-Mariah Greenidge – bieg na 100 m przez płotki – 9. miejsce w finale

### Pływanie
- Lee-Ann Rose
  - 100 m stylem grzbietowym – 32. miejsce w kwalifikacjach
  - 200 m stylem grzbietowym – 27. miejsce w kwalifikacjach

### Tenis
- Darian King